# Коржова, Анна Ярославовна
А́нна Яросла́вовна Коржо́ва (7 августа 2006 года, Екатеринбург) — российская дартсменка. Двукратная чемпионка России. Мастер спорта России.

## Биография
Воспитанница МБУ ДО ДЮЦ «Межшкольный стадион». Тренер — Марина Лапина, многократная чемпионка России.
В 2024 году в 17 лет дважды стала чемпионкой России. Коржова победила в американском крикете и в командном зачёте за сборную Свердловской области. В паре с Софьей Пятилетовой заняла второе место, проиграв Елене Шульгиной и Наталье Александровой.
Использует 21-граммовые дротики из коллекции бельгийского дартсмена Димитри ван ден Берга.

## Достижения

### Американский крикет
- Чемпионка России (2024)

### Парный разряд
- Вице-чемпионка России (2024)

### Командный разряд
- Чемпионка России (2024)